# Élections législatives de 1968 dans le Nord
Les élections législatives françaises de 1968 se déroulent les 23 et 30 juin 1968. Dans le département du Nord, vingt-trois députés sont à élire dans le cadre de vingt-trois circonscriptions.

## Élus
| Circonscription | Député sortant                                  | Parti | Parti       | Député élu ou réélu    | Parti | Parti       |
| --------------- | ----------------------------------------------- | ----- | ----------- | ---------------------- | ----- | ----------- |
| 1re             | Louis Christiaens                               |       | UDR         | François-Xavier Ortoli |       | UDR         |
| 2e              | Henri Duterne                                   |       | UDR         | Pierre Billecocq       |       | UDR         |
| 3e              | Liévin Danel                                    |       | UDR         | Liévin Danel           |       | UDR         |
| 4e              | Arthur Cornette                                 |       | FGDS (SFIO) | Robert Menu            |       | UDR         |
| 5e              | Arthur Notebart                                 |       | FGDS (SFIO) | Arthur Notebart        |       | FGDS (SFIO) |
| 6e              | Marceau Laurent                                 |       | FGDS (SFIO) | Robert Vandelanoitte   |       | UDR         |
| 7e              | Joseph Frys                                     |       | UDR         | Joseph Frys            |       | UDR         |
| 8e              | Jean Delvainquière                              |       | FGDS (SFIO) | Pierre Herman          |       | UDR         |
| 9e              | Henri Blary                                     |       | UDR         | Henri Blary            |       | UDR         |
| 10e             | Adrien Verkindère suppléant de Maurice Schumann |       | UDR         | Maurice Schumann       |       | UDR         |
| 11e             | Albert Denvers                                  |       | FGDS (SFIO) | Albert Denvers         |       | FGDS (SFIO) |
| 12e             | Jules Houcke                                    |       | UDR         | Maurice Cornette       |       | UDR         |
| 13e             | Auguste Damette                                 |       | UDR         | Auguste Damette        |       | UDR         |
| 14e             | Émile Roger                                     |       | PCF         | Émile Roger            |       | PCF         |
| 15e             | Arthur Ramette                                  |       | PCF         | Arthur Ramette         |       | PCF         |
| 16e             | Raymond Gernez                                  |       | FGDS (SFIO) | Raymond Gernez         |       | FGDS (SFIO) |
| 17e             | Paul Leloir                                     |       | PCF         | Jean Durieux           |       | RI          |
| 18e             | Georges Bustin                                  |       | PCF         | Georges Bustin         |       | PCF         |
| 19e             | Arthur Musmeaux                                 |       | PCF         | Arthur Musmeaux        |       | PCF         |
| 20e             | Henri Fiévez                                    |       | PCF         | Henri Fiévez           |       | PCF         |
| 21e             | Charles Naveau                                  |       | FGDS (SFIO) | Arthur Moulin          |       | UDR         |
| 22e             | Pierre Forest                                   |       | FGDS (SFIO) | Bernard Lebas          |       | UDR         |
| 23e             | Didier Eloy                                     |       | PCF         | Alban Voisin           |       | UDR         |

## Résultats

### Résultats à l'échelle du département
| Parti          | Parti                                           | Premier tour | Premier tour | Second tour | Second tour | Sièges |
| Parti          | Parti                                           | Voix         | %            | Voix        | %           | Sièges |
| -------------- | ----------------------------------------------- | ------------ | ------------ | ----------- | ----------- | ------ |
|                | Union pour la défense de la République          | 453 531      | 41,27        | 344 399     | 43,83       | 14     |
|                | Républicains indépendants                       | 35 573       | 3,24         | 42 340      | 5,39        | 1      |
|                | Modérés                                         | 12 545       | 1,14         |             |             | 0      |
|                | Divers droite (gaulliste)                       | 2 351        | 0,21         | 0           |             |        |
|                | Union des républicains de progrès               | 504 000      | 45,86        | 386 739     | 49,22       | 15     |
|                |                                                 |              |              |             |             |        |
|                | Section française de l'Internationale ouvrière  | 238 614      | 21,71        | 200 560     | 25,52       | 3      |
|                | Convention des institutions républicaines       | 11 248       | 1,02         |             |             | 0      |
|                | Fédération de la gauche démocrate et socialiste | 249 862      | 22,74        | 200 560     | 25,52       | 3      |
|                |                                                 |              |              |             |             |        |
|                | Parti communiste français                       | 267 919      | 24,38        | 198 481     | 25,26       | 5      |
|                | Progrès et démocratie moderne                   | 43 019       | 3,91         |             |             | 0      |
|                | Parti socialiste unifié                         | 30 845       | 2,81         | 0           |             |        |
|                | Technique et démocratie                         | 3 269        | 0,30         | 0           |             |        |
|                |                                                 |              |              |             |             |        |
| Inscrits       | Inscrits                                        | 1 313 156    | 100,00       | 956 760     | 100,00      | 23     |
| Abstentions    | Abstentions                                     | 196 242      | 14,94        | 151 608     | 15,85       |        |
| Votants        | Votants                                         | 1 116 914    | 85,06        | 805 152     | 84,15       |        |
| Blancs et nuls | Blancs et nuls                                  | 18 000       | 1,61         | 19 372      | 2,41        |        |
| Exprimés       | Exprimés                                        | 1 098 914    | 98,39        | 785 780     | 97,59       |        |

### Résultats par circonscription

#### Première circonscription (Lille-Centre)
|                | François-Xavier Ortoli élu | UDR (URP)      | 21 038 | 57,87  |  |  |  |
|                | Ali Landréa                | PCF            | 4 831  | 13,29  |  |  |  |
|                | André Heurteaux            | CD (PDM)       | 4 397  | 12,09  |  |  |  |
|                | Bernard Derosier           | FGDS (SFIO)    | 3 981  | 10,95  |  |  |  |
|                | Armand Lebleu              | PSU            | 2 110  | 5,8    |  |  |  |
|                |                            |                |        |        |  |  |  |
| Inscrits       | Inscrits                   | Inscrits       | 45 473 | 100,00 |  |  |  |
| Abstentions    | Abstentions                | Abstentions    | 8 469  | 18,62  |  |  |  |
| Votants        | Votants                    | Votants        | 37 004 | 81,38  |  |  |  |
| Blancs et nuls | Blancs et nuls             | Blancs et nuls | 647    | 1,75   |  |  |  |
| Exprimés       | Exprimés                   | Exprimés       | 36 357 | 98,25  |  |  |  |

#### Deuxième circonscription (Lille-Sud)
| Candidat       | Candidat             | Parti          | Premier tour | Premier tour | Second tour | Second tour |  |
| Candidat       | Candidat             | Parti          | Voix         | %            | Voix        | %           |  |
| -------------- | -------------------- | -------------- | ------------ | ------------ | ----------- | ----------- |  |
|                | Pierre Billecocq élu | UDR (URP)      | 19 486       | 48,91        | 22 544      | 57,79       |  |
|                | Rachel Lempereur     | FGDS (SFIO)    | 9 195        | 23,08        | 16 463      | 42,21       |  |
|                | Henriette Defrance   | PCF            | 6 648        | 16,69        | Retrait     | Retrait     |  |
|                | Joël Hébrard         | TD             | 1 677        | 4,21         |             |             |  |
|                | Valère Sniecinski    | PSU            | 1 442        | 3,62         |             |             |  |
|                | Hippolyte de Bucq    | Modérés        | 1 391        | 3,49         |             |             |  |
|                |                      |                |              |              |             |             |  |
| Inscrits       | Inscrits             | Inscrits       | 52 332       | 100,00       | 52 332      | 100,00      |  |
| Abstentions    | Abstentions          | Abstentions    | 11 747       | 22,45        | 12 210      | 23,33       |  |
| Votants        | Votants              | Votants        | 40 585       | 77,55        | 40 122      | 76,67       |  |
| Blancs et nuls | Blancs et nuls       | Blancs et nuls | 746          | 1,84         | 1 115       | 2,78        |  |
| Exprimés       | Exprimés             | Exprimés       | 39 839       | 98,16        | 39 007      | 97,22       |  |

#### Troisième circonscription (Lille-Nord)
|                | Liévin Danel sortant réélu | UDR (URP)      | 17 985 | 52,36  |  |  |  |
|                | Jean Colpin                | PCF            | 5 538  | 16,12  |  |  |  |
|                | Raymond Allard             | FGDS (SFIO)    | 5 200  | 15,14  |  |  |  |
|                | Philippe Parsy             | CD (PDM)       | 4 078  | 11,87  |  |  |  |
|                | Paul Van Rechem            | PSU            | 1 550  | 4,51   |  |  |  |
|                |                            |                |        |        |  |  |  |
| Inscrits       | Inscrits                   | Inscrits       | 43 700 | 100,00 |  |  |  |
| Abstentions    | Abstentions                | Abstentions    | 8 782  | 20,1   |  |  |  |
| Votants        | Votants                    | Votants        | 34 918 | 79,9   |  |  |  |
| Blancs et nuls | Blancs et nuls             | Blancs et nuls | 567    | 1,62   |  |  |  |
| Exprimés       | Exprimés                   | Exprimés       | 34 351 | 98,38  |  |  |  |

#### Quatrième circonscription (Lille-Est)
| Candidat       | Candidat                | Parti          | Premier tour | Premier tour | Second tour | Second tour |  |
| Candidat       | Candidat                | Parti          | Voix         | %            | Voix        | %           |  |
| -------------- | ----------------------- | -------------- | ------------ | ------------ | ----------- | ----------- |  |
|                | Robert Menu élu         | UDR (URP)      | 15 506       | 46,53        | 17 222      | 52,18       |  |
|                | Arthur Cornette sortant | FGDS (SFIO)    | 8 110        | 24,34        | 15 783      | 47,82       |  |
|                | Robert Leblond          | PCF            | 6 958        | 20,88        | Retrait     | Retrait     |  |
|                | Bernard Sordet          | TD             | 1 592        | 4,78         |             |             |  |
|                | Étienne Duquesne        | PSU            | 1 158        | 3,47         |             |             |  |
|                |                         |                |              |              |             |             |  |
| Inscrits       | Inscrits                | Inscrits       | 41 751       | 100,00       | 41 751      | 100,00      |  |
| Abstentions    | Abstentions             | Abstentions    | 7 938        | 19,01        | 8 042       | 19,26       |  |
| Votants        | Votants                 | Votants        | 33 813       | 80,99        | 33 709      | 80,74       |  |
| Blancs et nuls | Blancs et nuls          | Blancs et nuls | 489          | 1,45         | 704         | 2,09        |  |
| Exprimés       | Exprimés                | Exprimés       | 33 324       | 98,55        | 33 005      | 97,91       |  |

#### Cinquième circonscription (Haubourdin)
| Candidat       | Candidat                      | Parti                     | Premier tour | Premier tour | Second tour | Second tour |  |
| Candidat       | Candidat                      | Parti                     | Voix         | %            | Voix        | %           |  |
| -------------- | ----------------------------- | ------------------------- | ------------ | ------------ | ----------- | ----------- |  |
|                | André Manoury                 | UDR (URP)                 | 17 627       | 36,36        | 23 202      | 48,26       |  |
|                | Arthur Notebart sortant réélu | FGDS (SFIO)               | 16 722       | 34,5         | 24 879      | 51,74       |  |
|                | Georges Vermeersch            | PCF                       | 7 794        | 16,08        | Retrait     | Retrait     |  |
|                | Michel Chatteleyn             | CD (PDM)                  | 3 129        | 6,45         |             |             |  |
|                | Jeanne Devaux                 | Divers droite (Gaulliste) | 2 351        | 4,85         |             |             |  |
|                | Gérard Minet                  | PSU                       | 852          | 1,76         |             |             |  |
|                |                               |                           |              |              |             |             |  |
| Inscrits       | Inscrits                      | Inscrits                  | 57 561       | 100,00       | 57 560      | 100,00      |  |
| Abstentions    | Abstentions                   | Abstentions               | 8 447        | 14,67        | 8 442       | 14,67       |  |
| Votants        | Votants                       | Votants                   | 49 114       | 85,33        | 49 118      | 85,33       |  |
| Blancs et nuls | Blancs et nuls                | Blancs et nuls            | 639          | 1,3          | 1 037       | 2,11        |  |
| Exprimés       | Exprimés                      | Exprimés                  | 48 475       | 98,7         | 48 081      | 97,89       |  |

#### Sixième circonscription (Seclin)
| Candidat       | Candidat                 | Parti          | Premier tour | Premier tour | Second tour | Second tour |  |
| Candidat       | Candidat                 | Parti          | Voix         | %            | Voix        | %           |  |
| -------------- | ------------------------ | -------------- | ------------ | ------------ | ----------- | ----------- |  |
|                | Robert Vandelanoitte élu | UDR (URP)      | 21 246       | 44,73        | 24 296      | 50,6        |  |
|                | Marceau Laurent sortant  | FGDS (SFIO)    | 13 542       | 28,51        | 23 722      | 49,4        |  |
|                | Adolphe Dutoit           | PCF            | 10 047       | 21,15        | Retrait     | Retrait     |  |
|                | Patrick Guermonprez      | Modérés        | 1 615        | 3,4          |             |             |  |
|                | Jean-Pierre Mouvaux      | PSU            | 1 050        | 2,21         |             |             |  |
|                |                          |                |              |              |             |             |  |
| Inscrits       | Inscrits                 | Inscrits       | 54 845       | 100,00       | 54 843      | 100,00      |  |
| Abstentions    | Abstentions              | Abstentions    | 6 588        | 12,01        | 5 889       | 10,74       |  |
| Votants        | Votants                  | Votants        | 48 257       | 87,99        | 48 954      | 89,26       |  |
| Blancs et nuls | Blancs et nuls           | Blancs et nuls | 757          | 1,57         | 936         | 1,91        |  |
| Exprimés       | Exprimés                 | Exprimés       | 47 500       | 98,43        | 48 018      | 98,09       |  |

#### Septième circonscription (Roubaix-Est)
| Candidat       | Candidat                  | Parti          | Premier tour | Premier tour | Second tour | Second tour |  |
| Candidat       | Candidat                  | Parti          | Voix         | %            | Voix        | %           |  |
| -------------- | ------------------------- | -------------- | ------------ | ------------ | ----------- | ----------- |  |
|                | Joseph Frys sortant réélu | UDR (URP)      | 27 622       | 43,05        | 33 444      | 53,01       |  |
|                | André Desmulliez          | FGDS (SFIO)    | 17 103       | 26,66        | 29 646      | 46,99       |  |
|                | Émile Duhamel             | PCF            | 10 109       | 15,76        | Retrait     | Retrait     |  |
|                | Georges Muteau            | CD (PDM)       | 4 975        | 7,75         |             |             |  |
|                | Joseph Omez               | Modérés        | 2 900        | 4,52         |             |             |  |
|                | Marc Ballois              | PSU            | 1 449        | 2,26         |             |             |  |
|                |                           |                |              |              |             |             |  |
| Inscrits       | Inscrits                  | Inscrits       | 76 887       | 100,00       | 76 886      | 100,00      |  |
| Abstentions    | Abstentions               | Abstentions    | 11 630       | 15,13        | 12 137      | 15,79       |  |
| Votants        | Votants                   | Votants        | 65 257       | 84,87        | 64 749      | 84,21       |  |
| Blancs et nuls | Blancs et nuls            | Blancs et nuls | 1 099        | 1,68         | 1 659       | 2,56        |  |
| Exprimés       | Exprimés                  | Exprimés       | 64 158       | 98,32        | 63 090      | 97,44       |  |

#### Huitième circonscription (Roubaix-Ouest)
| Candidat       | Candidat                   | Parti          | Premier tour | Premier tour | Second tour | Second tour |  |
| Candidat       | Candidat                   | Parti          | Voix         | %            | Voix        | %           |  |
| -------------- | -------------------------- | -------------- | ------------ | ------------ | ----------- | ----------- |  |
|                | Pierre Herman élu          | UDR (URP)      | 21 319       | 42,18        | 25 234      | 50,55       |  |
|                | Jean Delvainquière sortant | FGDS (SFIO)    | 15 919       | 31,5         | 24 686      | 49,45       |  |
|                | Lucienne Charret           | PCF            | 7 915        | 15,66        | Retrait     | Retrait     |  |
|                | Michel Baudry              | CD (PDM)       | 4 338        | 8,58         |             |             |  |
|                | Jacques Commiot            | PSU            | 1 049        | 2,08         |             |             |  |
|                |                            |                |              |              |             |             |  |
| Inscrits       | Inscrits                   | Inscrits       | 61 600       | 100,00       | 61 600      | 100,00      |  |
| Abstentions    | Abstentions                | Abstentions    | 10 240       | 16,62        | 10 704      | 17,38       |  |
| Votants        | Votants                    | Votants        | 51 360       | 83,38        | 50 896      | 82,62       |  |
| Blancs et nuls | Blancs et nuls             | Blancs et nuls | 820          | 1,6          | 976         | 1,92        |  |
| Exprimés       | Exprimés                   | Exprimés       | 50 540       | 98,4         | 49 920      | 98,08       |  |

#### Neuvième circonscription (Tourcoing)
|                | Henri Blary sortant réélu | UDR (URP)      | 35 391 | 57,59  |  |  |  |
|                | Louis Lallemand           | PCF            | 9 668  | 15,73  |  |  |  |
|                | Georges Fichou            | FGDS (CIR)     | 6 528  | 10,62  |  |  |  |
|                | André Vandaele            | CD (PDM)       | 6 369  | 10,36  |  |  |  |
|                | Gérard Goethals           | PSU            | 2 672  | 4,35   |  |  |  |
|                | Hervé Lepoutre            | Modérés        | 825    | 1,34   |  |  |  |
|                |                           |                |        |        |  |  |  |
| Inscrits       | Inscrits                  | Inscrits       | 72 693 | 100,00 |  |  |  |
| Abstentions    | Abstentions               | Abstentions    | 10 260 | 14,11  |  |  |  |
| Votants        | Votants                   | Votants        | 62 433 | 85,89  |  |  |  |
| Blancs et nuls | Blancs et nuls            | Blancs et nuls | 980    | 1,57   |  |  |  |
| Exprimés       | Exprimés                  | Exprimés       | 61 453 | 98,43  |  |  |  |

#### Dixième circonscription (Armentières)
|                | Maurice Schumann sortant réélu | UDR (URP)      | 31 896 | 52,53  |  |  |  |
|                | Gérard Haesebroeck             | FGDS (SFIO)    | 12 134 | 19,98  |  |  |  |
|                | Charles Minnekeer              | PCF            | 10 944 | 18,02  |  |  |  |
|                | Gérard Vandaele                | CD (PDM)       | 4 596  | 7,57   |  |  |  |
|                | Jean-Marie Chombeau            | PSU            | 1 154  | 1,9    |  |  |  |
|                |                                |                |        |        |  |  |  |
| Inscrits       | Inscrits                       | Inscrits       | 69 374 | 100,00 |  |  |  |
| Abstentions    | Abstentions                    | Abstentions    | 7 665  | 11,05  |  |  |  |
| Votants        | Votants                        | Votants        | 61 709 | 88,95  |  |  |  |
| Blancs et nuls | Blancs et nuls                 | Blancs et nuls | 985    | 1,6    |  |  |  |
| Exprimés       | Exprimés                       | Exprimés       | 60 724 | 98,4   |  |  |  |

#### Onzième circonscription (Dunkerque)
| Candidat       | Candidat                     | Parti          | Premier tour | Premier tour | Second tour | Second tour |  |
| Candidat       | Candidat                     | Parti          | Voix         | %            | Voix        | %           |  |
| -------------- | ---------------------------- | -------------- | ------------ | ------------ | ----------- | ----------- |  |
|                | Franck Borotra               | UDR (URP)      | 29 058       | 40,35        | 33 163      | 46,76       |  |
|                | Albert Denvers sortant réélu | FGDS (SFIO)    | 28 095       | 39,01        | 37 757      | 53,24       |  |
|                | Gérard Ehlers                | PCF            | 10 045       | 13,95        | Retrait     | Retrait     |  |
|                | Guy Lécluse                  | CD (PDM)       | 3 357        | 4,66         |             |             |  |
|                | André Braule                 | PSU            | 1 468        | 2,04         |             |             |  |
|                |                              |                |              |              |             |             |  |
| Inscrits       | Inscrits                     | Inscrits       | 88 290       | 100,00       | 88 289      | 100,00      |  |
| Abstentions    | Abstentions                  | Abstentions    | 15 550       | 17,61        | 16 500      | 18,69       |  |
| Votants        | Votants                      | Votants        | 72 740       | 82,39        | 71 789      | 81,31       |  |
| Blancs et nuls | Blancs et nuls               | Blancs et nuls | 717          | 0,99         | 869         | 1,21        |  |
| Exprimés       | Exprimés                     | Exprimés       | 72 023       | 99,01        | 70 920      | 98,79       |  |

#### Douzième circonscription (Bergues)
|                | Maurice Cornette sortant réélu | UDR (URP)      | 22 709 | 62,61  |  |  |  |
|                | Jean Varlet                    | FGDS (SFIO)    | 9 486  | 26,15  |  |  |  |
|                | André Berteloot                | PCF            | 2 058  | 5,67   |  |  |  |
|                | Marius Tillard                 | Modérés        | 2 019  | 5,57   |  |  |  |
|                |                                |                |        |        |  |  |  |
| Inscrits       | Inscrits                       | Inscrits       | 40 752 | 100,00 |  |  |  |
| Abstentions    | Abstentions                    | Abstentions    | 3 656  | 8,97   |  |  |  |
| Votants        | Votants                        | Votants        | 37 096 | 91,03  |  |  |  |
| Blancs et nuls | Blancs et nuls                 | Blancs et nuls | 824    | 2,22   |  |  |  |
| Exprimés       | Exprimés                       | Exprimés       | 36 272 | 97,78  |  |  |  |

#### Treizième circonscription (Hazebrouck)
|                | Auguste Damette sortant réélu | UDR (URP)      | 21 477 | 53,48  |  |  |  |
|                | Jean Delobel                  | FGDS (SFIO)    | 6 697  | 16,68  |  |  |  |
|                | Gérard Lernout                | CD (PDM)       | 5 890  | 14,67  |  |  |  |
|                | Georges Vermeulen             | PCF            | 4 617  | 11,5   |  |  |  |
|                | Roger Amédro                  | PSU            | 1 476  | 3,68   |  |  |  |
|                |                               |                |        |        |  |  |  |
| Inscrits       | Inscrits                      | Inscrits       | 46 077 | 100,00 |  |  |  |
| Abstentions    | Abstentions                   | Abstentions    | 5 092  | 11,05  |  |  |  |
| Votants        | Votants                       | Votants        | 40 985 | 88,95  |  |  |  |
| Blancs et nuls | Blancs et nuls                | Blancs et nuls | 828    | 2,02   |  |  |  |
| Exprimés       | Exprimés                      | Exprimés       | 40 157 | 97,98  |  |  |  |

#### Quatorzième circonscription (Douai-Nord)
| Candidat       | Candidat                  | Parti          | Premier tour | Premier tour | Second tour | Second tour |  |
| Candidat       | Candidat                  | Parti          | Voix         | %            | Voix        | %           |  |
| -------------- | ------------------------- | -------------- | ------------ | ------------ | ----------- | ----------- |  |
|                | Jean-Marie Schlicklin     | UDR (URP)      | 23 647       | 40,65        | 28 082      | 49,28       |  |
|                | Émile Roger sortant réélu | PCF            | 20 795       | 35,74        | 28 906      | 50,72       |  |
|                | Maurice Dapvril           | FGDS (SFIO)    | 11 529       | 19,82        | Retrait     | Retrait     |  |
|                | André Duronsoy            | PSU            | 2 206        | 3,79         |             |             |  |
|                |                           |                |              |              |             |             |  |
| Inscrits       | Inscrits                  | Inscrits       | 69 470       | 100,00       | 69 471      | 100,00      |  |
| Abstentions    | Abstentions               | Abstentions    | 10 420       | 15           | 11 027      | 15,87       |  |
| Votants        | Votants                   | Votants        | 59 050       | 85           | 58 444      | 84,13       |  |
| Blancs et nuls | Blancs et nuls            | Blancs et nuls | 873          | 1,48         | 1 456       | 2,49        |  |
| Exprimés       | Exprimés                  | Exprimés       | 58 177       | 98,52        | 56 988      | 97,51       |  |

#### Quinzième circonscription (Douai-Sud)
| Candidat       | Candidat                     | Parti          | Premier tour | Premier tour | Second tour | Second tour |  |
| Candidat       | Candidat                     | Parti          | Voix         | %            | Voix        | %           |  |
| -------------- | ---------------------------- | -------------- | ------------ | ------------ | ----------- | ----------- |  |
|                | Arthur Ramette sortant réélu | PCF            | 21 075       | 42,51        | 25 668      | 52,57       |  |
|                | Émile Messager               | UDR (URP)      | 20 211       | 40,77        | 23 154      | 47,43       |  |
|                | Georges Vangenot             | FGDS (SFIO)    | 5 903        | 11,91        | Retrait     | Retrait     |  |
|                | Jean Streiff                 | PSU            | 2 388        | 4,82         |             |             |  |
|                |                              |                |              |              |             |             |  |
| Inscrits       | Inscrits                     | Inscrits       | 58 773       | 100,00       | 58 774      | 100,00      |  |
| Abstentions    | Abstentions                  | Abstentions    | 8 258        | 14,05        | 8 578       | 14,59       |  |
| Votants        | Votants                      | Votants        | 50 515       | 85,95        | 50 196      | 85,41       |  |
| Blancs et nuls | Blancs et nuls               | Blancs et nuls | 938          | 1,86         | 1 374       | 2,74        |  |
| Exprimés       | Exprimés                     | Exprimés       | 49 577       | 98,14        | 48 822      | 97,26       |  |

#### Seizième circonscription (Cambrai)
| Candidat       | Candidat                     | Parti          | Premier tour | Premier tour | Second tour | Second tour |  |
| Candidat       | Candidat                     | Parti          | Voix         | %            | Voix        | %           |  |
| -------------- | ---------------------------- | -------------- | ------------ | ------------ | ----------- | ----------- |  |
|                | Francis Dehaine              | UDR (URP)      | 18 669       | 37,48        | 22 025      | 44,36       |  |
|                | Raymond Gernez sortant réélu | FGDS (SFIO)    | 16 982       | 34,09        | 27 624      | 55,64       |  |
|                | Henri Cary                   | PCF            | 13 125       | 26,35        | Retrait     | Retrait     |  |
|                | Jean-Paul Semal              | PSU            | 1 037        | 2,08         |             |             |  |
|                |                              |                |              |              |             |             |  |
| Inscrits       | Inscrits                     | Inscrits       | 58 928       | 100,00       | 58 930      | 100,00      |  |
| Abstentions    | Abstentions                  | Abstentions    | 8 132        | 13,8         | 8 260       | 14,02       |  |
| Votants        | Votants                      | Votants        | 50 796       | 86,2         | 50 670      | 85,98       |  |
| Blancs et nuls | Blancs et nuls               | Blancs et nuls | 983          | 1,94         | 1 021       | 2,01        |  |
| Exprimés       | Exprimés                     | Exprimés       | 49 813       | 98,06        | 49 649      | 97,99       |  |

#### Dix-septième circonscription (Le Cateau-Cambrésis)
| Candidat       | Candidat            | Parti          | Premier tour | Premier tour | Second tour | Second tour |  |
| Candidat       | Candidat            | Parti          | Voix         | %            | Voix        | %           |  |
| -------------- | ------------------- | -------------- | ------------ | ------------ | ----------- | ----------- |  |
|                | Jean Durieux élu    | RI (URP)       | 16 638       | 42,42        | 20 164      | 51,85       |  |
|                | Paul Leloir sortant | PCF            | 10 926       | 27,86        | 18 726      | 48,15       |  |
|                | Pierre Mauroy       | FGDS (SFIO)    | 10 884       | 27,75        | Retrait     | Retrait     |  |
|                | Marie-Claire Wendel | PSU            | 775          | 1,98         |             |             |  |
|                |                     |                |              |              |             |             |  |
| Inscrits       | Inscrits            | Inscrits       | 44 938       | 100,00       | 44 938      | 100,00      |  |
| Abstentions    | Abstentions         | Abstentions    | 5 065        | 11,27        | 4 574       | 10,18       |  |
| Votants        | Votants             | Votants        | 39 873       | 88,73        | 40 364      | 89,82       |  |
| Blancs et nuls | Blancs et nuls      | Blancs et nuls | 650          | 1,63         | 1 474       | 3,65        |  |
| Exprimés       | Exprimés            | Exprimés       | 39 223       | 98,37        | 38 890      | 96,35       |  |

#### Dix-huitième circonscription (Valenciennes-Est)
| Candidat       | Candidat                     | Parti          | Premier tour | Premier tour | Second tour | Second tour |  |
| Candidat       | Candidat                     | Parti          | Voix         | %            | Voix        | %           |  |
| -------------- | ---------------------------- | -------------- | ------------ | ------------ | ----------- | ----------- |  |
|                | Georges Bustin sortant réélu | PCF            | 19 204       | 42,91        | 22 362      | 50,21       |  |
|                | Bernard Vinstock             | RI (URP)       | 18 935       | 42,31        | 22 176      | 49,79       |  |
|                | Bernard Delautre             | FGDS (CIR)     | 4 720        | 10,55        |             |             |  |
|                | René Lanoy                   | CNIP (PDM)     | 1 890        | 4,22         |             |             |  |
|                |                              |                |              |              |             |             |  |
| Inscrits       | Inscrits                     | Inscrits       | 53 859       | 100,00       | 53 852      | 100,00      |  |
| Abstentions    | Abstentions                  | Abstentions    | 8 416        | 15,63        | 8 336       | 15,48       |  |
| Votants        | Votants                      | Votants        | 45 443       | 84,37        | 45 516      | 84,52       |  |
| Blancs et nuls | Blancs et nuls               | Blancs et nuls | 694          | 1,53         | 978         | 2,15        |  |
| Exprimés       | Exprimés                     | Exprimés       | 44 749       | 98,47        | 44 538      | 97,85       |  |

#### Dix-neuvième circonscription (Valenciennes-Nord)
| Candidat       | Candidat                      | Parti          | Premier tour | Premier tour | Second tour | Second tour |  |
| Candidat       | Candidat                      | Parti          | Voix         | %            | Voix        | %           |  |
| -------------- | ----------------------------- | -------------- | ------------ | ------------ | ----------- | ----------- |  |
|                | Arthur Musmeaux sortant réélu | PCF            | 22 849       | 39,41        | 28 428      | 50,16       |  |
|                | Roland Dusart                 | UDR (URP)      | 21 256       | 36,66        | 28 251      | 49,84       |  |
|                | André Gilliard                | FGDS (SFIO)    | 8 448        | 14,57        | Retrait     | Retrait     |  |
|                | Michel Ronfard                | Modérés        | 3 795        | 6,55         |             |             |  |
|                | Jacques Vandenberghe          | PSU            | 1 627        | 2,81         |             |             |  |
|                |                               |                |              |              |             |             |  |
| Inscrits       | Inscrits                      | Inscrits       | 71 138       | 100,00       | 71 156      | 100,00      |  |
| Abstentions    | Abstentions                   | Abstentions    | 12 132       | 17,05        | 12 624      | 17,74       |  |
| Votants        | Votants                       | Votants        | 59 006       | 82,95        | 58 532      | 82,26       |  |
| Blancs et nuls | Blancs et nuls                | Blancs et nuls | 1 031        | 1,75         | 1 853       | 3,17        |  |
| Exprimés       | Exprimés                      | Exprimés       | 57 975       | 98,25        | 56 679      | 96,83       |  |

#### Vingtième circonscription (Denain)
| Candidat       | Candidat                   | Parti          | Premier tour | Premier tour | Second tour | Second tour |  |
| Candidat       | Candidat                   | Parti          | Voix         | %            | Voix        | %           |  |
| -------------- | -------------------------- | -------------- | ------------ | ------------ | ----------- | ----------- |  |
|                | Henri Fiévez sortant réélu | PCF            | 28 351       | 47,36        | 35 091      | 61,33       |  |
|                | Jean-Marie Tamboise        | UDR (URP)      | 18 415       | 30,76        | 22 130      | 38,67       |  |
|                | Olivier Mouton             | FGDS (SFIO)    | 10 570       | 17,66        | Retrait     | Retrait     |  |
|                | Albert Dhennain            | PSU            | 2 524        | 4,22         |             |             |  |
|                |                            |                |              |              |             |             |  |
| Inscrits       | Inscrits                   | Inscrits       | 70 179       | 100,00       | 70 179      | 100,00      |  |
| Abstentions    | Abstentions                | Abstentions    | 9 348        | 13,32        | 11 082      | 15,79       |  |
| Votants        | Votants                    | Votants        | 60 831       | 86,68        | 59 097      | 84,21       |  |
| Blancs et nuls | Blancs et nuls             | Blancs et nuls | 971          | 1,6          | 1 876       | 3,17        |  |
| Exprimés       | Exprimés                   | Exprimés       | 59 860       | 98,4         | 57 221      | 96,83       |  |

#### Vingt-et-unième circonscription (Avesnes-sur-Helpe)
|                | Arthur Moulin élu      | UDR (URP)      | 16 394 | 50,11  |  |  |  |
|                | Charles Naveau sortant | FGDS (SFIO)    | 8 032  | 24,55  |  |  |  |
|                | Marceau Gauthier       | PCF            | 7 183  | 21,96  |  |  |  |
|                | Simonne Raux           | PSU            | 1 105  | 3,38   |  |  |  |
|                |                        |                |        |        |  |  |  |
| Inscrits       | Inscrits               | Inscrits       | 38 343 | 100,00 |  |  |  |
| Abstentions    | Abstentions            | Abstentions    | 5 090  | 13,27  |  |  |  |
| Votants        | Votants                | Votants        | 33 253 | 86,73  |  |  |  |
| Blancs et nuls | Blancs et nuls         | Blancs et nuls | 539    | 1,62   |  |  |  |
| Exprimés       | Exprimés               | Exprimés       | 32 714 | 98,38  |  |  |  |

#### Vingt-deuxième circonscription (Maubeuge)
| Candidat       | Candidat              | Parti          | Premier tour | Premier tour | Second tour | Second tour |  |
| Candidat       | Candidat              | Parti          | Voix         | %            | Voix        | %           |  |
| -------------- | --------------------- | -------------- | ------------ | ------------ | ----------- | ----------- |  |
|                | Bernard Lebas élu     | UDR (URP)      | 15 076       | 35,07        | 21 331      | 50,59       |  |
|                | Albert Maton          | PCF            | 13 913       | 32,36        | 20 837      | 49,41       |  |
|                | Pierre Forest sortant | FGDS (SFIO)    | 12 251       | 28,5         | Retrait     | Retrait     |  |
|                | Umberto Battist       | PSU            | 1 753        | 4,08         |             |             |  |
|                |                       |                |              |              |             |             |  |
| Inscrits       | Inscrits              | Inscrits       | 51 559       | 100,00       | 51 563      | 100,00      |  |
| Abstentions    | Abstentions           | Abstentions    | 7 970        | 15,46        | 8 200       | 15,9        |  |
| Votants        | Votants               | Votants        | 43 589       | 84,54        | 43 363      | 84,1        |  |
| Blancs et nuls | Blancs et nuls        | Blancs et nuls | 596          | 1,37         | 1 195       | 2,76        |  |
| Exprimés       | Exprimés              | Exprimés       | 42 993       | 98,63        | 42 168      | 97,24       |  |

#### Vingtième-troisième circonscription (Le Quesnoy)
| Candidat       | Candidat            | Parti          | Premier tour | Premier tour | Second tour | Second tour |  |
| Candidat       | Candidat            | Parti          | Voix         | %            | Voix        | %           |  |
| -------------- | ------------------- | -------------- | ------------ | ------------ | ----------- | ----------- |  |
|                | Alban Voisin élu    | UDR (URP)      | 17 503       | 45,27        | 20 321      | 52,4        |  |
|                | Didier Eloy sortant | PCF            | 13 326       | 34,47        | 18 463      | 47,6        |  |
|                | Gérard Vincent      | FGDS (SFIO)    | 7 831        | 20,26        | Retrait     | Retrait     |  |
|                |                     |                |              |              |             |             |  |
| Inscrits       | Inscrits            | Inscrits       | 44 634       | 100,00       | 44 636      | 100,00      |  |
| Abstentions    | Abstentions         | Abstentions    | 5 347        | 11,98        | 5 003       | 11,21       |  |
| Votants        | Votants             | Votants        | 39 287       | 88,02        | 39 633      | 88,79       |  |
| Blancs et nuls | Blancs et nuls      | Blancs et nuls | 627          | 1,6          | 849         | 2,14        |  |
| Exprimés       | Exprimés            | Exprimés       | 38 660       | 98,4         | 38 784      | 97,86       |  |